# Jochen Herdieckerhoff
Jochen Herdieckerhoff (* 31. Juli 1963 in Langenfeld, NRW; † 2. Juni 2006 in Wien) war ein deutscher Dramaturg und Aktivist.
Bereits in der Schülerzeitung „Wir im Pürree“ des Konrad-Adenauer-Gymnasiums (Langenfeld) setzte Herdieckerhoff als Redakteur Akzente, so dass sie verboten wurde. Ebenfalls in Langenfeld organisierte er schon Festivals.
Nach seiner Übersiedlung nach Wien 1996 setzte Herdieckerhoff ein Festival mit schwulen und lesbischen Künstlern durch. Er gründete u. a. den Verein Ecce Homo (Wien ist andersrum), aus dem eine Reihe von Aktivitäten hervorgingen. Das Festival wurde durch auffallende Plakate und Auftritte bekannt. 2001 übergab er Ecce Homo an Hannes Sulzenbacher. Am 21. März 2000 publizierte Herdieckerhoff in der Berliner TAZ einen Aufsehen erregenden Artikel über Jörg Haider.  Das QWIEN (Zentrum für schwul/lesbische Kultur und Geschichte) ging aus Initiativen von Herdieckerhoff hervor.
Von 2000 bis 2002 war er Dramaturg im Wiener Rabenhof Theater unter der Direktion von Karl Welunschek.
Am 2. Juni 2006 nahm sich Jochen Herdieckerhoff in Wien das Leben.